# Mignon (Brussel)
Mignon is een historisch Belgisch merk van motorfietsen en inbouwmotoren.
Deze werden in 1921 geproduceerd door L. Gierts in Brussel.
De "Mignon" was een kleine motorfiets met een 137 cc-motor en kettingaandrijving. De scharnierende voorvork werd aan de bovenkant door een horizontale veer afgeveerd. Gierts leverde de blokjes ook als inbouwmotor voor fietsen en gehandicaptenvoertuigen.
- Er bestond nog een motorfietsmerk met deze naam, zie Mignon (Modena).